# Melodi Grand Prix 2017
La cinquantacinquesima edizione del Melodi Grand Prix si è tenuta l'11 marzo 2017 presso l'Oslo Spektrum, di Oslo e ha selezionato il rappresentante della Norvegia all'Eurovision Song Contest 2017.
I vincitori sono stati JOWST feat. Aleksander Walmann con Grab the Moment.

## Organizzazione
L'emittente norvegese Norsk rikskringkasting (NRK) ha confermato la partecipazione della Norvegia all'Eurovision Song Contest 2017, ospitato dalla capitale ucraina di Kiev, il 9 giugno 2016, confermando l'organizzazione della 55ª edizione del Melodi Grand Prix come metodo di selezione nazionale del rappresentante.

### Format
L'evento si è articolato in un'unica serata suddivisa in due fasi: nella prima, dopo l'esibizione dei 10 concorrenti, 10 giurie internazionali (Austria, Armenia, Finlandia, Germania, Irlanda, Israele, Malta, Regno Unito, Svezia e Ungheria) e il televoto hanno selezionato i 4 "superfinalisti", mentre nella seconda fase il solo televoto ha decretato il vincitore della manifestazione.
I voti delle giurie sono stati annunciati da:
- Irlanda - Johnny Logan (Vincitore dell'Eurovision Song Contest 1980 e 1987)
- Armenia - David Tserunyan
- Finlandia - Terhi Norvatso
- Svezia - ?
- Israele - Alon Amir
- Germania - Carola Conze
- Austria - ?
- Ungheria - Gábor Alfréd Fehérvári
- Malta - ?
- Regno Unito - William Lee Adams

## Partecipanti
La lista dei partecipanti in ordine alfabetico, annunciati dall'emittente il 7 febbraio 2017:
| Artista                          | Brano                                | Lingua        | Musica (m) e testo (t)                                                       |
| -------------------------------- | ------------------------------------ | ------------- | ---------------------------------------------------------------------------- |
| Amina Sewali                     | Mesterverk                           | Norvegese     | Amina Sewali (m & t)                                                         |
| Ammunition                       | Wrecking Crew                        | Inglese       | Åge Sten Nilsen e Erik Mårtensson (m & t)                                    |
| Elin & The Woods                 | First Step in Faith (Oadjebasvuhtii) | Inglese, sami | Elin Kåven e Robin Lynch (m & t)                                             |
| Ella                             | Mama's Boy                           | Inglese       | Ida Maria e Per Kristian Ottestad (m & t)                                    |
| In Fusion                        | Nothing Ever Knocked Us Over         | Inglese       | Gustav Euren, Danne Attlerud, Niklas Arn, Ulrik Eurén e Cissi Kallin (m & t) |
| Jenny Augusta                    | I Go Where You Go                    | Inglese       | Jenny Augusta Enge (m) e Inga Þyri Þórðardóttir (t)                          |
| JOWST (feat. Aleksander Walmann) | Grab the Moment                      | Inglese       | Joakim With Steen (m) e Jonas McDonnell (t)                                  |
| Kristian Valen                   | You & I                              | Inglese       | Kristian Valen (m & t)                                                       |
| Rune Rudberg Band                | Run Run Away                         | Inglese       | Peter Danielson, Åsa Karlström e Mats Larsson (m & t)                        |
| Ulrikke                          | Places                               | Inglese       | Ulrikke Brandstorp e Tony Alexander Skjevik (m & t)                          |

## Finale
| #  | Artista           | Brano                                |
| -- | ----------------- | ------------------------------------ |
| 1  | Ulrikke           | Places                               |
| 2  | Jenny Augusta     | I Go Where You Go                    |
| 3  | Rune Rudberg Band | Run Run Away                         |
| 4  | JOWST             | Grab the Moment                      |
| 5  | Kristian Valen    | You & I                              |
| 6  | In Fusion         | Nothing Ever Knocked Us Over         |
| 7  | Amina Sewali      | Mesterverk                           |
| 8  | Ammunition        | Wrecking Crew                        |
| 9  | Elin & The Woods  | First Step in Faith (Oadjebasvuhtii) |
| 10 | Ella              | Mama's Boy                           |

| Brano                                | Austria (bandiera) | Armenia (bandiera) | Finlandia (bandiera) | Germania (bandiera) | Irlanda (bandiera) | Israele (bandiera) | Malta (bandiera) | Regno Unito (bandiera) | Svezia (bandiera) | Ungheria (bandiera) |
| ------------------------------------ | ------------------ | ------------------ | -------------------- | ------------------- | ------------------ | ------------------ | ---------------- | ---------------------- | ----------------- | ------------------- |
| Places                               |                    |                    |                      |                     |                    |                    |                  |                        |                   |                     |
| I Go Where You Go                    |                    |                    |                      |                     |                    |                    |                  |                        |                   |                     |
| Run Run Away                         |                    |                    |                      |                     |                    |                    |                  |                        |                   |                     |
| Grab the Moment                      |                    |                    |                      |                     |                    |                    |                  |                        |                   |                     |
| You & I                              |                    |                    |                      |                     |                    |                    |                  |                        |                   |                     |
| Nothing Ever Knocked Us Over         |                    |                    |                      |                     |                    |                    |                  |                        |                   |                     |
| Mesterverk                           |                    |                    |                      |                     |                    |                    |                  |                        |                   |                     |
| Wrecking Crew                        |                    |                    |                      |                     |                    |                    |                  |                        |                   |                     |
| First Step in Faith (Oadjebasvuhtii) |                    |                    |                      |                     |                    |                    |                  |                        |                   |                     |
| Mama's Boy                           |                    |                    |                      |                     |                    |                    |                  |                        |                   |                     |

### Finale d'oro
| # | Artista          | Brano                                | Punteggio | Punteggio | Posizione |
| # | Artista          | Brano                                | SMS       | %         | Posizione |
| - | ---------------- | ------------------------------------ | --------- | --------- | --------- |
| 1 | JOWST            | Grab the Moment                      | 46 064    | 36,14%    | 1         |
| 2 | Ulrikke          | Places                               | 12 662    | 9,94%     | 4         |
| 3 | Elin & The Woods | First Step in Faith (Oadjebasvuhtii) | 28 591    | 22,43%    | 3         |
| 4 | Ammunition       | Wrecking Crew                        | 40 128    | 31,49%    | 2         |

## All'Eurovision Song Contest

### Voto

#### Punti assegnati alla Norvegia
| Giurie (3° con 137 punti)         | Giurie (3° con 137 punti)                                           | Giurie (3° con 137 punti)     | Giurie (3° con 137 punti)          | Giurie (3° con 137 punti) |
| 12                                | 10                                                                  | 8                             | 7                                  | 6                         |
| --------------------------------- | ------------------------------------------------------------------- | ----------------------------- | ---------------------------------- | ------------------------- |
| - Danimarca - Germania - Lituania | - Bielorussia - Estonia - Israele - San Marino - Svizzera - Ucraina |                               | - Irlanda - Paesi Bassi - Ungheria |                           |
| 5                                 | 4                                                                   | 3                             | 2                                  | 1                         |
| - Austria - Bulgaria              | - Croazia                                                           | - Francia                     | - Romania                          | - Serbia                  |
| Televoto (8° con 52 punti)        |                                                                     |                               |                                    |                           |
| 12                                | 10                                                                  | 8                             | 7                                  | 6                         |
|                                   | - Danimarca                                                         |                               | - Lituania                         | - Bielorussia             |
| 5                                 | 4                                                                   | 3                             | 2                                  | 1                         |
| - Paesi Bassi - Ungheria          | - Ucraina                                                           | - Bulgaria - Estonia - Serbia | - Germania - Irlanda - Romania     |                           |

| Giurie (6° con 129 punti)      | Giurie (6° con 129 punti)         | Giurie (6° con 129 punti)    | Giurie (6° con 129 punti)                             | Giurie (6° con 129 punti)            |
| 12                             | 10                                | 8                            | 7                                                     | 6                                    |
| ------------------------------ | --------------------------------- | ---------------------------- | ----------------------------------------------------- | ------------------------------------ |
| - Germania                     | - Estonia - Lituania - San Marino |                              | - Belgio - Francia - Georgia - Lettonia - Paesi Bassi | - Bielorussia - Danimarca - Ungheria |
| 5                              | 4                                 | 3                            | 2                                                     | 1                                    |
| - Armenia - Israele - Svizzera |                                   | - Austria - Italia - Polonia | - Croazia - Irlanda - Macedonia - Portogallo          | - Finlandia - Islanda                |
| Televoto (15° con 29 punti)    |                                   |                              |                                                       |                                      |
| 12                             | 10                                | 8                            | 7                                                     | 6                                    |
|                                |                                   |                              | - Danimarca                                           | - Lituania - Svezia                  |
| 5                              | 4                                 | 3                            | 2                                                     | 1                                    |
| - Bielorussia                  |                                   |                              | - Finlandia                                           | - Islanda - Lettonia - Ucraina       |

#### Punti assegnati dalla Norvegia
| Punti | Giuria      | Televoto    |
| ----- | ----------- | ----------- |
| 12    | Bulgaria    | Bulgaria    |
| 10    | Danimarca   | Lituania    |
| 8     | Paesi Bassi | Romania     |
| 7     | Israele     | Israele     |
| 6     | Serbia      | Ungheria    |
| 5     | Svizzera    | Estonia     |
| 4     | Austria     | Danimarca   |
| 3     | Macedonia   | Paesi Bassi |
| 2     | Ungheria    | Irlanda     |
| 1     | Croazia     | Croazia     |

| Punti | Giuria      | Televoto   |
| ----- | ----------- | ---------- |
| 12    | Bulgaria    | Portogallo |
| 10    | Portogallo  | Romania    |
| 8     | Danimarca   | Bulgaria   |
| 7     | Italia      | Belgio     |
| 6     | Svezia      | Moldavia   |
| 5     | Israele     | Svezia     |
| 4     | Paesi Bassi | Ungheria   |
| 3     | Australia   | Polonia    |
| 2     | Moldavia    | Italia     |
| 1     | Regno Unito | Croazia    |